# Килберн
Килберн (Kilburn) — территория на северо-западе Лондона, на стыке городских округов Брент, Камден и Вестминстер. На юго-востоке граничит с Марилебоном, на юго-западе — с Ноттинг-Хиллом, на востоке — с Белсайз-Парком, на западе — с Куинс-Парком, на севере — с Хампстедом. По восточной части Килбёрна (квартал Сент-Джонс-Вуд) проходит Эбби-Роуд, известная как «штаб-квартира» The Beatles.
Килберн возник не позднее 1134 года как католический приорат на берегу одноимённой речки (ныне заключена в трубу). Развивался как поселение на древней Уотлинг-стрит (ныне Эджвер-роуд между Брентом и Камденом). Обнаружение в Килберне в 1714 г. минеральных вод положило начало попыткам превращения его в курорт для зажиточных лондонцев. Современный Килберн отличается крайне пёстрым в этническом отношении населением, в котором преобладают ирландцы и эмигранты из британской Вест-Индии.